# Großheirath
Großheirath est une commune allemande, située en Bavière, dans l'arrondissement de Cobourg.

## Personnalités liées à la ville
- Andreas Späth (1790-1876), compositeur né à Rossach.